# Стржижков (станція метро)
50°07′34″ пн. ш. 14°29′21″ сх. д. / 50.12611° пн. ш. 14.48917° сх. д.
Стржижков (чеськ. Střížkov) — станція Празького метрополітену. Розташована на лінії С між станціями «Просек» і «Ладві». Була відкрита 8 травня 2008 року у складі пускової дільниці лінії C «Ладві» — «Летняни». 
Конструкція станції — наземна з двома боковими платформами.

## Вестибюль
Станція має вестибюль, поєднаний з декількома переходами. Вихід з неї розташовується в центрі залу.